# Dialetto giudeo-catalano
Il giudeo-catalano, chiamato anche catalànic o qatalanit, in ebraico קטלאנית יהודית, era la varietà di catalano parlato dalle comunità ebraiche del nordest della Spagna, soprattutto della Catalogna e delle isole Baleari.
Linguisticamente, aveva molte caratteristiche comuni con l'antico shuadit (giudeo-provenzale), nonostante da un punto di vista storico, etnico e politico, la comunità parlante giudeo-catalana si differenziasse chiaramente dalla comunità parlante shuadit, soprattutto a causa dell'occupazione musulmana della Penisola iberica. L'epoca dorata del giudeo-catalano fu il periodo fra l'inizio del XII secolo e il 1492, quando gli ebrei vennero espulsi dai territori aragonesi verso le coste del Nord Africa. Il giudeo-catalano oggi è considerato una lingua estinta.
Alcuni studiosi, come per esempio il filologo Joan Ferrer, negano l'esistenza di questo dialetto e sostengono che in realtà gli ebrei aragonesi parlassero semplicemente il catalano.